# محمد تقی‌پور
محمد تقی‌پور طراح گرافیک  ایرانی است. بیشتر فعالیت او در زمینه ی تبلیغات سینما می باشد.وی به‌خاطر طراحی پوستر فیلم سینمایی ۲۳ نفر (۱۳۹۷) برندهٔ سیمرغ بلورین بهترین طراحی پوستر از سی و هشتمین جشنواره فیلم فجر شد. همچنین در چهل و دومین دورهٔ این جشنواره برای طراحی پوستر فسیل (۱۳۹۹) این جایزه را دریافت کرد. 
وی همچنین در هشتمین جشنواره بین المللی فیلم شهر به عنوان برگزیده بخش تبلیغات سینما انتخاب شد.

## جوایز و افتخارات
| مراسم            | سال  | اثر             | جایزه                     | نتیجه    | منبع  |
| ---------------- | ---- | --------------- | ------------------------- | -------- | ----- |
| جشنواره فیلم فجر | ۱۳۹۷ | تنگه ابوقریب    | سیمرغ بلورین بهترین پوستر | نامزدشده | [ ۳ ] |
| جشنواره فیلم فجر | ۱۳۹۸ | ۲۳ نفر          | سیمرغ بلورین بهترین پوستر | برنده    | [ ۱ ] |
| جشنواره فیلم فجر | ۱۳۹۹ | آبادان یازده ۶۰ | سیمرغ بلورین بهترین پوستر | نامزدشده | [ ۴ ] |
| جشنواره فیلم فجر | ۱۴۰۰ | منصور           | سیمرغ بلورین بهترین پوستر | نامزدشده | [ ۵ ] |
| جشنواره فیلم فجر | ۱۴۰۲ | فسیل            | سیمرغ بلورین بهترین پوستر | برنده    | [ ۶ ] |